# Campylaspis tuberculata
Campylaspis tuberculata is een zeekommasoort uit de familie van de Nannastacidae. De wetenschappelijke naam van de soort is voor het eerst geldig gepubliceerd in 1976 door Muradian.